# 오카자키 료헤이
오카자키 료헤이(일본어: 岡﨑 亮平, 1992년 4월 25일 ~ )는 일본의 축구 선수이다.

## 구단 경력
그는 2015년부터 J리그의 쇼난 벨마레, 로아소 구마모토, FC 류큐, 도치기 SC에서 뛰었다.